# Малафьевка
Малафьевка — деревня в Новосельском сельском поселении Сланцевского района Ленинградской области.

## История
Впервые упоминается в писцовых книгах Шелонской пятины 1498 года как деревня Малафьевка на реке Руе (Горка Малафеева) в Бельском погосте Новгородского уезда.
Затем, в деревни Малафеевки в Белском погосте крестьянской один двор. А ныне те дворы за господином ево, Сергеем Ивановичем Милославским в Бельском погосте Новгородского уезда по переписи 1710 года.
Деревня Малафьевка (Новое Преображенье) помещика Чеблокова упоминается на карте Санкт-Петербургской губернии Ф. Ф. Шуберта 1834 года.

ПРЕОБРАЖЕНСКО — сельцо принадлежит коллежскому асессору Николаю Чеблокову, число жителей по ревизии: 111 м. п., 127 ж. п. (1838 год)

МАЛАФЕЕВКА — деревня господина Блока, по просёлочной дороге, число дворов — 25 (1856 год)

ПРЕОБРАЖЕНСКОЕ (МАЛАФЬЕВКА, МАЛАФЫРКА) — деревня владельческая при ручье бызымянном, число дворов — 35, число жителей: 94 м. п., 119 ж. п.; Часовня православная. (1862 год) 

Сборник Центрального статистического комитета описывал её так:

ПРЕОБРАЖЕНКА (МАЛАФЕЕВКА) — деревня бывшая владельческая при речке Руйке, дворов — 30, жителей — 181; часовня, кожевенный завод. (1885 год)

В конце XIX века деревня административно относилась ко 2-му стану Гдовского уезда Санкт-Петербургской губернии, в начале XX века — к Язвинской волости 4-го земского участка 4-го стана.
Согласно Памятной книжке Санкт-Петербургской губернии 1905 года деревня называлась Преображенско и образовывала Преображенское сельское общество.
- Деревня Малафьевка на карте 1919 года

Согласно карте Петроградской и Эстляндской губерний 1919 года в деревне находилась мыза Малафьевка.
С 1917 по 1923 год посёлок Малафеевка (Преображенское) находился в составе Язвинской волости Гдовского уезда.
С 1923 по 1927 год, в составе Шавковского сельсовета Заянской волости.
С августа 1927 года, в составе Рудненского района.
С ноября 1928 года, в составе Лужицкого сельсовета.
По данным 1933 года деревня называлась Преображенское и входила в состав Лужецкого сельсовета Рудненского района. С августа 1933 года, в составе Осьминского района.
С 1 августа 1941 года по 31 января 1944 года, германская оккупация.
С 1961 года, в составе Лужицкого сельсовета Сланцевского района.
С 1963 года, в составе Кингисеппского района.
По состоянию на 1 августа 1965 года деревня Малафьевка входила в состав Новосельского сельсовета Кингисеппского района. С ноября 1965 года, в составе Новосельского сельсовета Сланцевского района.
По данным 1973 и 1990 годов года деревня Малафьевка входила в состав Новосельского сельсовета Сланцевского района.
В 1997 году в деревне Малафьевка Новосельской волости проживали 9 человек, в 2002 году — 14 человек (русские — 86 %).
В 2007 году в деревне Малафьевка Новосельского СП проживали 7 человек, в 2010 году — 6 человек.

## География
Деревня расположена в юго-восточной части района на автодороге 41К-020 (Сижно — Будилово — Осьмино).
Расстояние до административного центра поселения — 8 км.
Расстояние до ближайшей железнодорожной платформы Сланцы — 45 км.
Деревня находится на левом берегу реки Руя.

## Демография
| 2007 | 2010 | 2017 |
| ---- | ---- | ---- |
| 7    | ↘6   | ↘4   |

## Достопримечательности
Парк усадьбы «Преображенское», принадлежавшей ближайшим родственникам поэта Александра Блока.